# 韦尔瓦 (北达科他州)
韦尔瓦（英語：Velva），是美国北达科他州下属的一座城市。根据2010年美国人口普查，该市有人口1,084人。2011年估计该市有人口1,105人，相对于2010年，增长率为1.94%。